# Крук (окръг, Уайоминг)
Вижте пояснителната страница за други значения на Крук.
Окръг Крук (на английски: Crook County) е окръг в щата Уайоминг, Съединени американски щати. Площта му е 7436 km², а населението – 7464 души (2016). Административен център е град Сънденс.